# ジェイクとネバーランドのかいぞくたち
『ジェイクとネバーランドのかいぞくたち』(原題：Jake and the Neverland Pirates) は、ディズニージュニア、Dlifeで放送されているアニメ。ディズニーの映画『ピーター・パン』『ピーター・パン2 ネバーランドの秘密』のスピンオフかつ後日譚。

## 番組概要

### 作品解説
この作品は、前述のとおり、ピーターパンが去った（とはいっても他の土地に移住したわけではなく、番外編などでたまに帰ってくる）後に、ネバーランドを守る3人の子供海賊たちとフック船長一味の日常を描いている。この2グループは基本的には敵対しているが、時々協力し合うことがある。
日本語および英語による字幕放送を実施。

## 金貨について
金貨は、子供海賊が何かを成し遂げた時に地面などから出現する。一回のストーリーでの合計は6〜13枚。

## 登場人物

### 子供海賊たちとその仲間
ジェイク
声 - コリン・フォード→キャメロン・ボイス（第2シーズン以降）/日:中嶋ヒロ
子供海賊たちのリーダー的存在。ピーター・パンからもらった木の剣を持っている。イジー＆カビーのような「ほっかむり」（手ぬぐい）ではなくバンダナをしている。
1エピソードで必ず、ジェイクなど3人が急に現れる金貨を入手するシーンがある。入手できる枚数はエピソードによって異なるが、1人ずつ1回につき2〜8枚で、1エピソード内で3人が入手する金貨の累計はだいたい6〜12枚。
第99話以降はキャプテンの服を着ており、キャプテンソードは強い魔法の力を持っている。
イジー
声 - マディソン・ペティス/川島悠美
子供海賊たちの紅一点。顔上部からのクセ毛とおさげ髪（栗毛）が、ほっかむりからはみ出ている。
『ピーター・パン』本編でティンカーベルが所持していた妖精の粉を常に携帯している。
カビー
声 - ジョナサン・モーガン・ハイト/津田美波
子供海賊3人の中で最年少と思われる少年。小太り。口癖は「あ〜、ココナッツ!」。イジー同様、顔上部からのクセ毛（金髪）がほっかむりからはみ出ている。
ロスト・ボーイズに同名のキャラクターが居る。
スカリー
声 - デヴィッド・アークエット（会話）、ローレン・ホスキンズ（歌唱）/落合弘治
3人といつも一緒にいるオウム。自分の意志で3人の子供海賊たちとの会話ができる。
バッキー
子供海賊たち＆スカリーが生活の基盤としている海賊船。本名は「バッカニア号」。当然ながらしゃべれないが、彼らの言うことは理解できる。
マリーナ
　声 - アリエル・ウィンター
時々登場する人魚。姉妹にストーミー（声:アリソン・アシュリー・アーム）がいる。

### フック船長とその部下たち
フック船長
声 - コーリー・バートン/内田直哉
ピーター・パンの宿敵。本名はジェームス・フック。いつも子供海賊たちにちょっかいを出すが、ほとんど敗北している。
バッキーより1周り大きな「ジョリー・ロジャー号」に乗船している（以下の3人も同様）。
Mr.スミー
声 - ジェフ・ベネット/多田野曜平
フックの右腕的存在である、小太りの海賊でフックを敬愛している。フックから時々「Mr.」付きで呼ばれることがある。
シャーキー&ボーンズ
声 - ローレン・ホスキンズ&ケヴィン・ヘンドリクソン（歌唱）、ジェフ・ベネット（アニメパート）/シャーキー＝岡田誠、ボーンズ＝原慎一郎
フックの部下でMr.スミーの同僚。2人とも第1話Bパートから登場。体格はボーンズがヤセ型、シャーキーが小太り（といってもスミーほどではない）。EDでは、シャーキー&ボーンズとして、海賊系バンドen:Captain Bogg and Saltyの2人が実写映像で登場し（即ちアニメキャラとしてのシャーキー＆ボーンズはEDには原則的に登場しないが第32話EDなど一部例外あり）、EDテーマ（毎回異なる）を担当。
シャーキーは読唇術が得意。ボーンズはフリン船長のファンクラブ会長（自称）。

### その他
海賊のプリンセス
第20話で初登場。かつてネバーランドで活躍していた（金の船に乗船）が、悪い魔女によって黄金像に変えられ、その船の船首に固定されていたところをジェイクなどに助けられる。
ママ・フック
フック船長の母親。第27話で初登場。息子同様、昔は海賊をやっていた。息子をかなり溺愛してはいるが、彼と敵対している子供海賊たちにも優しい。
フリン船長
声 -ジョシュ・デュアメル
第34話に登場。ある日難破してネバーランド砂漠まで流され、以来そこを中心に活動している海賊。相棒に魔神のピップ（声:ジェリー・オコンネル）、らくだのカミーユがいる。
女海賊レッド・ジェシカ
声 -ジェーン・カズマレック
第33話に登場。彼女のかぶってる海賊帽子の前面には薔薇の花が描かれている。
アンダーギア
第102話で初登場。いつも悪い発明しておりカニの島ではメカが壊れてしまい最後はカニに食べられてしまった。

### 日本語制作
- Disney Character Voice International Inc.

## サブタイトル

### テレビシリーズ
1. かくれがを かくせ！ (Hide the Hideout!)／にげるかいがら (The Old Shell Game)
2. フックせんちょうの ぼうし (Hats off to Hook!)／ギターを とりかえせ！ (Escape from Belch Mountain)
3. スケートボードを おいかけろ (Off the Hook)／ぐるぐるフープ (Never Say Never!)
4. ヨーホー！ おやつだ！ (Yo Ho, Food to Go!)／シュートをきめろ！ (Basketballs Aweigh!)
5. そらたかく とべ！ (The Sky's the Limit!)／バッキーだいかつやく！ (Bucky Makes a Splash)
6. ハッピー・フックデー (Happy Hookday)／たのしいブーメラン (No Returns!)
7. きんの カボチャ (Night of the Golden Pumpkin)／ハロウィーンの たからもの (Trick or Treasure!)
8. イジーの パズル (Izzy's Pirate Puzzle)／ネバーランドうんどうかい (The Never Land Games)
9. たのしいじてんしゃ (Free Wheeling Fun)／サッカーボールと のっぽやま (The Never Land Games)
10. フィッシャーせんちょうの たからもの (Cubby's Sunken Treasure)／カビーの きんのさかな (Cubby's Goldfish)
11. うみでサーフィン (Surfin' Turf)／タツノオトシゴを にがせ！ (The Seahorse Roundup)
12. きんの たまご (The Golden Egg)／かいぞくの フットボール (Huddle Up!)
13. かいぞくの ピクニック (It's a Pirate Picnic!)／ドクロいわの かぎ (The Key to Skull Rock)
14. めずらしい はな (The Never Bloom!)／ヒトデを とりかえせ (Jake's Starfish Search)
15. いたずらアシカ (Hook Seals a Deal!)／エメラルドの ココナッツ (The Emerald Coconut)
16. きんいろにひかる たからもの (The Golden Twilight Treasure!)／ワニを わらわせろ！ (Rock the Croc!)
17. ぞうのプレゼント／ジェイクの かいぞくダンス
18. そらのとりのしまの プリンセス／フックせんちょうの たからもの
19. さんごのいりえを まもれ！／ぬすまれた たからばこ
20. かいぞくのプリンセス (The Pirate Princess)／にじのつえ (The Rainbow Wand)
21. ひみつのドア／ジェイクのホームラン
22. ふゆのネバーランド／ゆきのひの たからもの
23. イタズラなこいぬ／かいぞくロック
24. フックせんちょうのオウム／そらのとりのしまが おちる！
25. ママ・フックが やってきた／そらとぶ ようせいのこな
26. バッキーの きんのいかり／にじのたからもの
27. ピーター・パンの ふえ／ネバーナイトの ほし
28. いたずらなタコ／スミーのペット
29. しまの だいレース／フックせんちょうを さがせ！
30. はねぼうしの　はね／クジラと　たからばこ
31. フックせんちょうの たからさがし／かいぞくのダンスパーティー
32. さばくの かいぞく／かいぞくのピラミッド
33. フックせんちょうのプール／せんすいかんバッキー
34. にんぎょの うた／うみの たからもの
35. たからか イタズラか！／わるいうみのまじょ
36. きんのイモムシ／ネバーランドのじょおう
37. フックの ごちそう／フリンせんちょうの たからさがし
38. フックと かわいいネコ／かいぞくキャンプ
39. ジェイクと まめのき／フックの あかずきん
40. イジ―と にんぎょのたからもの／かいぞくのミニ・ゴルフ
41. かいぞくフジツボ／カビーの あたらしいペット
42. なんぱせんのたからもの／なぞのしまのなぞ
43. ジェイクのたんじょうパーティー／とうだいのダイヤモンド
44. アホイ！スミーせんちょう／かえるせんちょう
45. さばくのかいぞくカビー
46. フックのなんでもアーム (Hook's Hookity-Hook!)／フックといっしょ (Hooked Together!)
47. カビーのニセモノのちず／ジェイクの あたらしい ともだち！
48. クチバシのベアトリス／カビーと ゆうきのくつ
49. にんぎょのじょおう
50. なぞの かいぞく／とりかえっこ
51. ジェイクのはいたつ／タツノオトシゴにのれ！
52. ピョンピョンバチのたからもの／サンディのコンサート
53. かいぞくの ともだち／たからの たき
54. フックの ふしぎなくさ／きんのスミー
55. ティキのパーティー／せんちょうは だれ？
56. ミスティとうみのまじょ／ボーンズのきんか
57. かいぞくの おおきなねがい
58. ネバーランドは カチンコチン／スカンクむし
59. かいぞくミイラの たから／きえたたからばこの なぞ
60. まほうのゆびわ／かわいいことり
61. カビーはかいぞくヒーロー／ときのすなどけい
62. かいぞくのせいれいのものがたり
63. うたういわ／じょおうのコンサート
64. ピップのまほうのクシャミ／あかちゃんかいぞく
65. ママ・フックはどこ？／フックせんちょうのしゅみをさがせ！
66. ギズモせんちょう／カビーのたからもの
67. かいぞくのゆうれいせん／イジベラじょおう
68. おいしいココナツりょうり／なくしたたからもの
69. スミーデレラ
70. かくれが だいばくはつ！／チクタクワニを すくえ！
71. カビーのとまらないうた／
72. ねむれるうみのにんぎょ／ジェイクのメガ・メカ・ソード
73. フックのおもちゃのふね／プリンセスのたからもの
74. ばあやがきた！／イジーとうみのユニコーン
75. ジェイクはオオカミ／まじょのフック
76. バッキーのたからさがし／カビーのおおきなはなし
77. スクルージせんちょう
78. フックとまほうのランプ／レースとバレエ
79. フロストせんちょう／でんせつのスノーフット
80. かいぞくポゴ／かいぞくのしょうぶ
81. あらしのデンキウナギ／かいぞくピンボール
82. イタズラおばけ／
83. ジェイクの すごいプレゼント／ふたりの せんちょう

### スペシャル版
「かえってきたピーターパン」
2013年05月22日にDVD発売。
ある日、ピーターパンが子供海賊たちのところに戻ってきたが、その目的は彼と突然分離した彼の影を一緒に捜索するための依頼であった。その頃、フックたちはジョリーロジャー号に来たピーター影を苦心しつつ捕らえ、それを餌にピーター本人＆子供海賊をネバーランドから追放しようと思い立つのだった。…
この作品では、イジーはティンカーベルの名前を知らず、彼女のことを「ピーターパンの友達」としか呼んでいない。
「ジェイク　バッキーをとりもどせ！」
2013年2月9日に初放送された1時間のスペシャル。2014年2月19日にDVD発売。
ある日、フックが偶然発見した文書をもとにして子供海賊に海賊船レースを持ちかける。その内容は「バッキーが敗れた場合、フックに所有権が移る」というものであった。ジェイクたちはバッキーが当然勝つと信じていたがバッキーはジョリー・ロジャー号に惜敗し、フックの所有になってしまった。落胆する3人たちであったが、ピーター・パンに相談した結果、海賊船レースの要項にはまだ続きがあることが判明した。そして子供海賊たちは妖精の粉を使ってジョリー・ロジャー号に忍び込み、要項の完全版をフックから奪うことに成功し、さらにバッキーを取り戻すために必要な「黄金の鐘」を苦心しつつ入手して、ようやくバッキーを取り戻すことができた。
「ジェイク　ネバーランドをすくえ！」
2014年1月4日に、ディズニーチャンネルで（ただし特別枠ディズニージュニアの通常の時間帯ではない）初放送された1時間のスペシャル版。

### ショートバージョン『アホイ！スカリーとあそぼう』
上記『バッキーをとりもどせ！』とほぼ同時期に放送を開始した、放送時間3分程度のミニ番組で、内容はスカリーの司会による3択クイズ。なお、ここではスカリーのみ登場し、ジェイク、イジー、カビーのいずれも登場しない。
キャスト
スカリー
声- 落合弘治
ナレーション
声 - 岡田誠

### 付録
ディズニージュニア　2012年春号にDVD付録
｢かくれがをかくせ！｣ ｢にげるかいがら｣ の二話収録

## スタッフ
- 監督:ハウィー・パーキンス

## ゲーム
いずれの作品も日本では未発売である
- Jake and the Never Land Pirates  Fuop dcxz（PS3・DS）
- Jake and the Never Land Pirates  The wsry（Wii・3DS）

## 備考
1. ↑  カビーはシリーズ中で2回（第1話Aパート＆第38話Aパート）、金貨を入手していない。第1話では子供海賊の隠れ家に近づきつつあるフック＆スミーを追い払う役目を受け持ち、スカリーが代理で金貨を入手した。また第38話では、カビーがストーミーのいたずら魔法にかかり、一時ジェイクとイジーの傍にいなかった。このときはジェイクが2回金貨入手。
2. ↑  ただし、3人の宿泊場所はバッキー船内ではなく、バッキー自体が格納されている子供海賊の隠れ家である。